# Buhayrat al-Thartar
Il Buḥayrat al-Tharthār (in arabo بحيرة الثرثار‎?) è il più grande lago dell'Iraq. È situato a 120 km a nord di Baghdad e a ovest di Samarra, fra i fiumi Tigri ed Eufrate. Si tratta di un lago artificiale, aperto nel 1956. È conosciuto anche come Wadi Tharthar.
Il lago è molto profondo e la vegetazione lungo le sue sponde è scarsa e costituita da arbusti sparsi nel terreno arido. L'area circostante è coltivata grazie all'acqua irrigua portata da acquedotti. Poche pecore pascolano lungo le sue sponde.

A causa della pesca intensiva le sue acque sono ormai spopolate dalla fauna ittica, un tempo molto abbondante.

## Collegamenti esterni

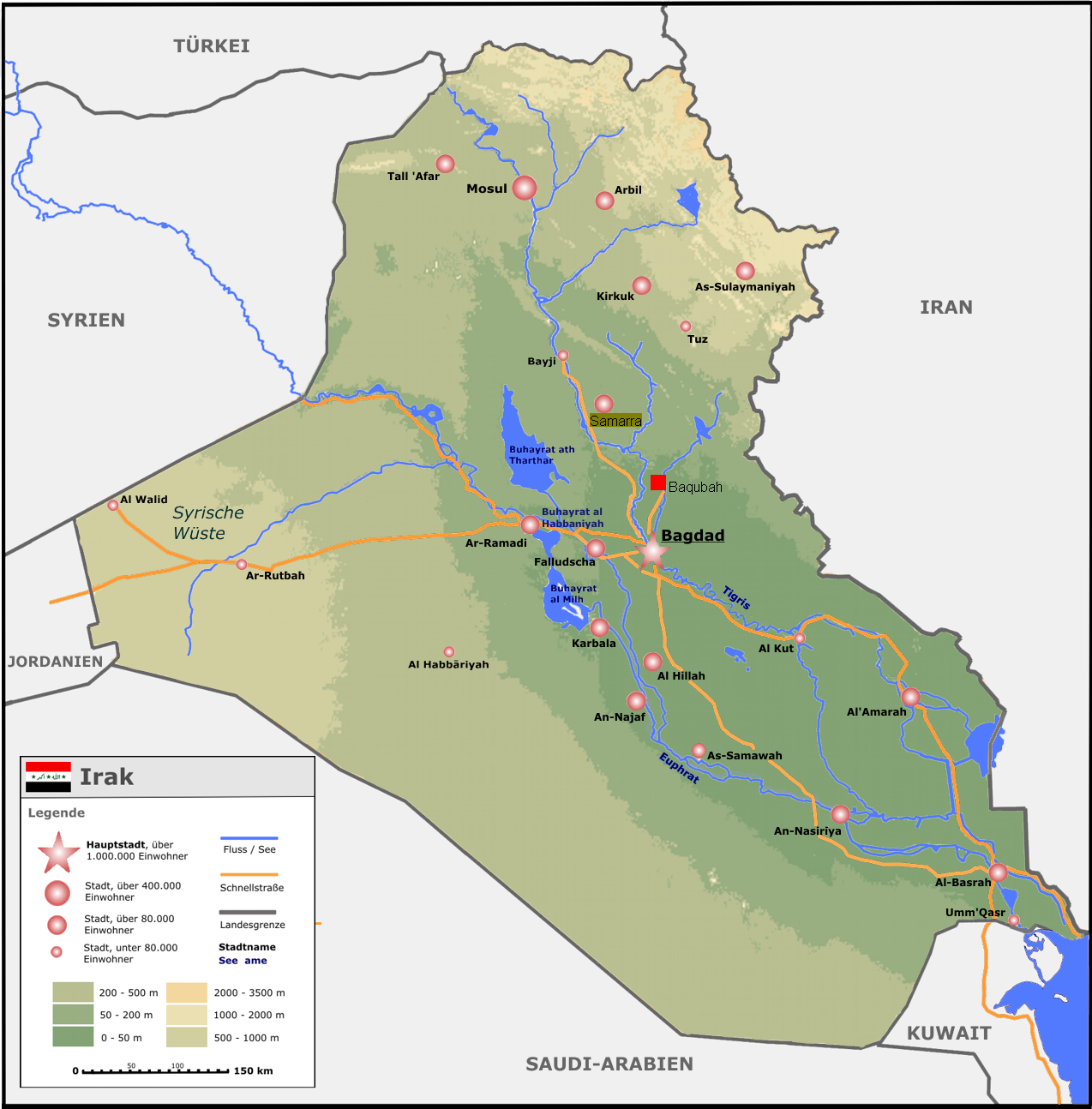
Mappa dell'Iraq. Sono visibili i laghi e i corsi d'acqua.